# Efecto terapéutico
El efecto terapéutico se refiere a la(s) respuesta(s) después de un tratamiento de cualquier tipo, cuyos resultados se consideran útiles o favorables.  Esto es cierto ya sea que el resultado fue esperado, inesperado o incluso una consecuencia no deseada. Un efecto adverso (incluido nocebo) es lo contrario y se refiere a respuestas dañinas o no deseadas. Lo que constituye un efecto terapéutico versus un efecto secundario es una cuestión tanto de la naturaleza de la situación como de los objetivos del tratamiento. Ninguna diferencia inherente separa los efectos secundarios terapéuticos y no deseados; ambas respuestas son cambios conductuales/fisiológicos que ocurren como respuesta a la estrategia o al agente de tratamiento.

## Alcance del tratamiento
Para maximizar los efectos terapéuticos (deseados) y minimizar los efectos secundarios (no deseados) se requiere el reconocimiento y la cuantificación del tratamiento en múltiples dimensiones. En el caso específico de intervenciones farmacéuticas dirigidas, a menudo se necesita una combinación de terapias para lograr los resultados deseados.

## Ejemplos de farmacología
- Una revisión de 2015 encontró que el aloe vera exhibe antioxidantes terapéuticos, antimicrobianos, estimulantes inmunológicos, antitumorales, hipoglucemiantes, hipolipidémicos, curación de heridas y efectos antidiabéticos.[5]
- También en 2015, una revisión encontró que los probióticos fueron beneficiosos en el tratamiento del síndrome del intestino irritable.[6]
- De nuevo en 2015, otra revisión encontró que el rituximab fue terapéutico en el tratamiento de la miastenia gravis, un trastorno autoinmune.[7]
- Una revisión de 2016 encontró que el uso complementario de nutrientes estandarizados de grado farmacéutico, conocidos como nutracéuticos, tuvo un efecto terapéutico en pacientes con depresión.[8]
- También en 2016, una revisión encontró que, a pesar de los datos limitados, la toxina botulínica tipo A puede ser beneficiosa para el tratamiento de los paroxismos de neuralgia del trigémino y sugiere un estudio adicional.[9]

## Ejemplos no farmacológicos
- Una revisión de 2014 encontró que hubo un fuerte beneficio terapéutico de la terapia con células madre en la recuperación de una lesión en el órgano y que también puede inhibir el crecimiento del tumor.[10]
- Una revisión de 2015 encontró que las intervenciones basadas en la atención plena tenían un efecto terapéutico en la reducción del estrés para las enfermedades mentales.[11]
- También en 2015, una revisión mostró que la irradiación con terapia láser de bajo nivel tuvo el efecto terapéutico de aumentar las tasas de proliferación de células madre in vitro.[12]
- Una revisión de 2017 mostró que el ejercicio aeróbico y de resistencia tenía un efecto terapéutico en el bienestar físico y mental de los sobrevivientes de cáncer.[13]
- También en 2017, una revisión encontró que el tratamiento con ondas de choque extracorpóreas de baja intensidad fue terapéutico en el tratamiento de la disfunción eréctil.[14]